# Бек, Ханс (историк)
Ханс Бек (Hans Beck; род. 22 апреля 1969, Вернек, Бавария) — немецкий историк-антиковед, специалист по архаической и классической Греции и Римской республике. Доктор философии (1996), профессор Вестфальского университета имени Вильгельма и университета Макгилла. Член Королевского общества Канады (2018). Лауреат Anneliese Maier Research Prize (2015).
Окончил Университет Эрлангена — Нюрнберга (MA, 1993) и Кентский университет, в первом же завершит докторантуру, и в кембриджском колледже Святого Эдмунда являлся приглашенным исследователем. С 1997 ассистент-профессор Кёльнского университета, где работал под началом Karl-J. Hölkeskamp (его ученик) и в 2003 хабилитировался по истории Древнего мира. С 2005 профессор университета Макгилла, в 2007—2016 директор по антиковедению кафедры истории и антиковедения. С 2018 профессор Вестфальского университета имени Вильгельма.
Членкор Немецкого археологического института (2020). До 2010 редактор журнала Göttinger Forum für Altertumswissenschaft.
Соавтор Central Greece and the Politics of Power in the Fourth Century BC (2008). Редактор A Companion to Ancient Greek Government (2013).
Соредактор нового семитомника Oxford History of the Classical Greek World, а также серии Antiquity in Global Context (CUP) и Localism in Hellenistic Greece (2023), Ethnos and Koinon (2019), Federalism in Greek Antiquity (2015), Consuls and Res Publica: Holding High Office in the Roman Republic (2011). Др. работы:
- Hans Beck, Griet Vankeerberghen, Rulers and ruled in ancient Greece, Rome, and China. Cambridge; New York: Cambridge University Press, 2021. Pp. 448. ISBN 9781108485777. {Рец.}